# Diamesa bohemani
Diamesa bohemani är en tvåvingeart som beskrevs av Maurice Emile Marie Goetghebuer 1932. Diamesa bohemani ingår i släktet Diamesa och familjen fjädermyggor. Arten är reproducerande i Sverige. Inga underarter finns listade i Catalogue of Life.